# Madison Riley
Madison Riley Alpanap (* 16. März 1990 in Salt Lake City, Utah) ist eine US-amerikanische Schauspielerin.

## Filmografie
- 2006: Bratz: Passion 4 Fashion – Diamondz (Sprechrolle)
- 2007: Bratz
- 2008: Zoey 101 (Fernsehserie, Folge 3x23)
- 2008: Ehe ist… (’Til Death, Fernsehserie, Folge 3x01)
- 2009: Trouble ohne Paddel 2 – Die Natur ruft! (Without a Paddle: Nature’s Calling)
- 2009: Fired Up!
- 2009: Miss March
- 2009: KikeriPete (Hatching Pete, Fernsehfilm)
- 2009: Jonas L.A. (Fernsehserie, Folge 1x19)
- 2010: Kindsköpfe (Grown Ups)
- 2010: Pair of Kings – Die Königsbrüder (Pair of Kings, Fernsehserie, Folge 1x04)
- 2010: The Prankster
- 2011: Prom – Die Nacht deines Lebens (Prom)
- 2012: Super Zeroes
- 2012: Fred 3: Camp Fred (Fernsehfilm)
- 2012: Besties
- 2013: Two and a Half Men (Fernsehserie, Folge 10x13)
- 2013: Watching the Wilsons (Fernsehfilm)
- 2014: White Collar (Fernsehserie, Folge 5x12)
- 2015: Elementary (Fernsehserie, Folge 3x10)
- 2015: Naomi & Ely – Die Liebe, die Freundschaft und alles dazwischen (Naomi and Ely’s No Kiss List)
- 2015: Undateable (Fernsehserie, 2 Folgen)